# Église Sainte-Barbe de Molenbeek-Saint-Jean
 (août 2025).
Si vous disposez d'ouvrages ou d'articles de référence ou si vous connaissez des sites web de qualité traitant du thème abordé ici, merci de compléter l'article en donnant les références utiles à sa vérifiabilité et en les liant à la section « Notes et références ».
L’église Sainte-Barbe (en néerlandais : Sint-Barbarakerk) est un édifice religieux orthodoxe de style néo-gothique sis sur la place de la Duchesse de Brabant à Molenbeek-Saint-Jean, à Bruxelles (Belgique). De dimension modeste, l'église fut construite durant la seconde moitié du XIXe siècle comme lieu de culte catholique. Récemment, elle fut confiée à l'Église orthodoxe roumaine qui en fit une de leurs paroisses. Le monument est classé au patrimoine national de Belgique depuis 1998.

## Historique
Comme tous les villages autour de la ville de Bruxelles Molenbeek se développe très rapidement durant le XIXe siècle, surtout lorsque l’ouverture du canal Bruxelles-Charleroi permet un transport fluvial massif vers Bruxelles. Molenbeek devient faubourg de la ville de Bruxelles. L’augmentation de la population entraîne la création d’une seconde paroisse.
Construite sur la place de la Duchesse de Brabant (chaussée de Ninove), à quelques centaines de mètres du canal, la nouvelle église sera dédiée à sainte Barbe, patronne des mineurs et des métiers de la construction. Les plans proposés en 1865 par les architectes Charles Gys et Duprez ne sont pas acceptés. La fabrique d'Église accepte ceux de Van de Wiele (1869). Le projet, de style néo-gothique, est moins ambitieux et surtout moins couteux à réaliser. La construction commence immédiatement.

## Description
Étroitement encadrée par d’autres bâtiments à ses droite et gauche, l’église ne fut parée de pierres de taille que sur sa façade. Une flèche élégante et gracieuse s’élance au dessus du porche d’entrée à gable et clochetons. 
A l’intérieur la nef est flanquée de deux bas-côtés dont les voutes d’arêtes reposent sur de simples chapiteaux composites. 

## Patrimoine
- Les vitraux, œuvre d’Édouard Steyaert, furent réalisés en 1927.
- Le maître-autel remonte à 1870. De style néogothique il constitue le mobilier principal de l’église.
- Le grand orgue, œuvre du facteur Camille Loret, date de 1890.